# Aporhynchus
Aporhynchus är ett släkte av plattmaskar som beskrevs av Orvar Nybelin 1918. Aporhynchus ingår i familjen Gilquiniidae.
Släktet innehåller bara arten Aporhynchus norvegicum.